# Praia de Mundaú
Pequenos barcos na Praia de Mundaú
Mundaú é uma praia do município de Trairi, no estado do Ceará, no Brasil. Localiza-se 150 quilômetros a oeste da capital do estado, Fortaleza.

## Etimologia
"Mundaú" é um termo da língua tupi e significa rio dos ladrões, ou bebedouro dos ladrões.

## Características

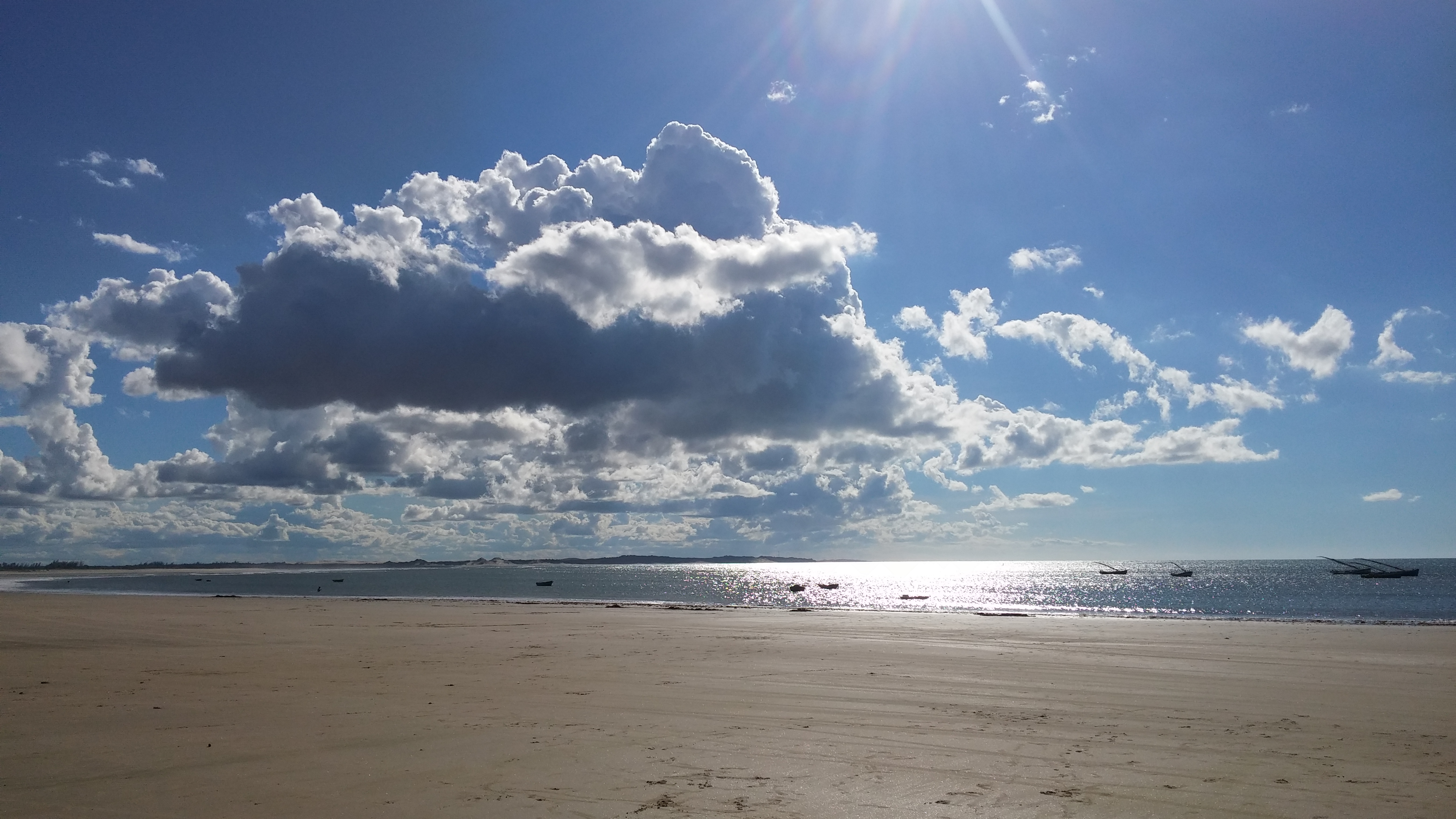
Praia de Mundaú deserta

Tem população de aproximadamente 8 000 habitantes e vive fundamentalmente da pesca e do comércio das mulheres rendeiras. O turismo começa a se desenvolver. A região tem muitos atrativos naturais, como recifes, manguezais, lagoas temporárias, dunas, além do Rio Mundaú. A Praia de Mundaú é uma península abrigada por rochedos. Com água doce de um riacho que abastece a vila, é ótima para o mergulho livre e o banho de mar.
As dunas são próprias para a prática de surfe de areia. Nos fins de tarde, vale a pena visitar as rendeiras da vila e observar suas técnicas ancestrais de artesanato.
O caminho até Mundaú pode ser feito por estrada asfaltada (rodovia solpoente estruturante) com destino à Trairi seguindo até a praia ou em um percurso off-road, partindo de Fortaleza em direção ao Litoral Oeste do Ceará. O trajeto atravessa rios e dunas até chegar à Lagoa dos Burros e à Lagoa das Almécegas, com trilhas por dunas e mata nativa que levam à pequena vila.